# Asthenes wyatti
Cesteiro-de-dorso-riscado ou lenheiro-de-dorso-raiado (Asthenes wyatti) é uma espécie de ave da família Furnariidae.
Pode ser encontrada nos seguintes países: Bolívia, Colômbia, Equador, Peru e Venezuela.
Os seus habitats naturais são: campos rupestres subtropicais ou tropicais.